# Woman's Journal
Il Woman's Journal è stato un periodico statunitense per i diritti delle donne pubblicato dal 1870 al 1931. Fu fondato nel 1870 a Boston, nel Massachusetts, da Lucy Stone e da suo marito Henry Browne Blackwell come giornale settimanale. Nel 1917 fu acquistato dalla Leslie Woman Suffrage Commission di Carrie Chapman Catt e si fuse con The Woman Voter e National Suffrage News per diventare noto come The Woman Citizen. Fu l'organo ufficiale della National American Woman Suffrage Association fino al 1920, quando l'organizzazione fu riformata come League of Women Voters e fu approvato il Diciannovesimo Emendamento della Costituzione degli Stati Uniti che concedeva alle donne il diritto di voto. La pubblicazione di Woman Citizen rallentò da settimanale, a bisettimanale, a mensile. Nel 1927 fu ribattezzato The Woman's Journal. Cessò le pubblicazioni nel giugno 1931.

## Storia

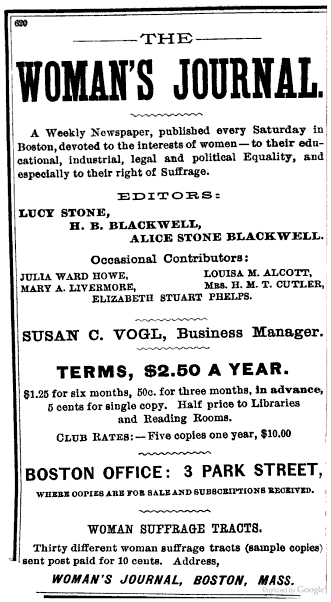
1887 advertisement

Il Woman's Journal fu fondato nel 1870 a Boston, Massachusetts, da Lucy Stone e da suo marito Henry Browne Blackwell come giornale settimanale. Il nuovo giornale incorporava The Agitator di Mary A. Livermore e un periodico meno noto chiamato Woman's Advocate.
Le opere della commediografa dell'Ohio Rosella Rice, le cui poesie mitizzavano la figura di Johnny Appleseed, furono pubblicate sul Woman's Journal.
Il primo numero fu pubblicato l'8 gennaio, nel secondo anniversario del primo numero di The Revolution di Susan B. Anthony. La Stone e Blackwell furono i redattori, con l'assistenza della Livermore. Julia Ward Howe fu redattrice dal 1872 al 1879. Alice Stone Blackwell, figlia della Stone e di Blackwell, iniziò a curare la redazione nel 1883 e assunse il ruolo di redattore capo dopo la morte del padre nel 1909, continuando fino al 1917.
Tra i collaboratori figurano Charlotte Perkins Gilman, Antoinette Brown Blackwell, Mary Johnston, Stephen S. Wise, Zona Gale, Florence Kelley, Witter Bynner, Ben B. Lindsey, Louisa May Alcott, Harriet Clisby e Caroline Bartlett Crane. William Lloyd Garrison era un assiduo collaboratore. Intorno al 1887 la sede centrale si trovava a Boston in Park Street.
Il Woman's Journal si rifiutava di pubblicare pubblicità di tabacco, liquori o droghe.
Nel 1910 il Woman's Journal assorbì il Progress, l'organo ufficiale della National American Woman Suffrage Association (NAWSA). Fino al 1912 il giornale svolse questo ruolo e a quel punto fu rinominato Woman's Journal and Suffrage News. Nel 1915 la tiratura aveva raggiunto le 27.634 copie, rispetto alle 2.328 del 1909.

## The Woman Citizen

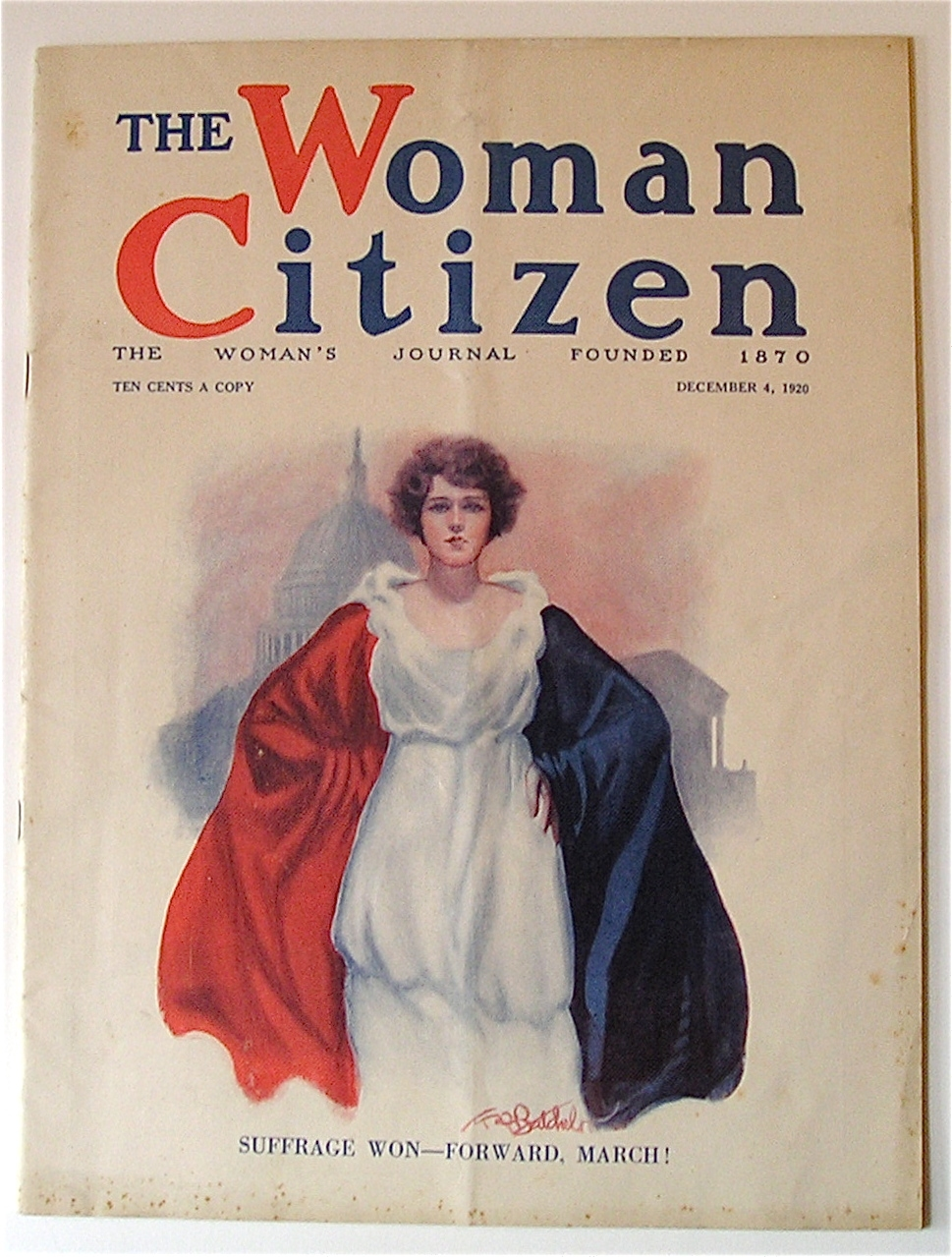
The Woman Citizen, 4 dicembre 1920

Nel 1917 il Woman's Journal fu acquistato dalla Leslie Woman Suffrage Commission di Carrie Chapman Catt per 50.000 dollari e si fuse con The Woman Voter, la rivista ufficiale del Woman Suffrage Party di New York e con il National Suffrage News della NAWSA per diventare noto come The Woman Citizen. Il giornale rimase l'organo ufficiale della NAWSA fino al 1920, quando la NAWSA fu riformata come League of Women Voters (Lega delle donne votanti) e fu approvato il Diciannovesimo Emendamento della Costituzione degli Stati Uniti che garantiva il diritto di voto alle donne.
La direttrice di The Woman Citizen era Rose Emmet Young; Alice Stone Blackwell era una redattrice collaboratrice. Ogni membro del Congresso degli Stati Uniti ricevette un abbonamento gratuito alla rivista. Oltre al suffragio femminile, la rivista trattava anche temi come il lavoro minorile. Dopo che le donne ottennero il diritto di voto, l'attenzione della rivista si spostò sull'educazione politica delle donne. Uno degli obiettivi della League of Women Voters era quello di dimostrare il suo continuo potere politico, ora sotto forma di un gran numero di nuove elettrici, e di ammorbidire la sua immagine agli occhi delle donne che diffidavano della politica radicale. A tal fine la rivista corteggiava le lettrici della classe media. Il giornale pubblicò un editoriale a sostegno della Maternity and Infancy Act del 1921, la prima legge importante approvata dopo la piena emancipazione delle donne. Le lettrici venivano esortate a sostenere la legge scrivendo ai loro rappresentanti e parlandone con i loro vicini; un articolo conteneva istruzioni passo passo per trovare i nomi e gli indirizzi dei loro deputati.
La pubblicazione di Woman Citizen passò da settimanale, a bisettimanale, a mensile. Nel 1927 fu ribattezzato The Woman's Journal. Cessò le pubblicazioni nel giugno 1931.